# Liste des présidents de la république du Liberia
Le tableau suivant présente les différents présidents du Liberia dans l'ordre chronologique. L'intitulé du chef d'état du Liberia a beaucoup changé depuis l'indépendance du pays en 1847. La dernière colonne indique l’intitulé de chaque chef d'état.

## Liste
| N°  | Portrait                                                                          | Nom (naissance-mort)                                                              | Mandat           | Mandat                     | Parti                                   | Fonction                                     | Réf. |
| N°  | Portrait                                                                          | Nom (naissance-mort)                                                              | Début            | Fin                        | Parti                                   | Fonction                                     | Réf. |
| --- | --------------------------------------------------------------------------------- | --------------------------------------------------------------------------------- | ---------------- | -------------------------- | --------------------------------------- | -------------------------------------------- | ---- |
| 1   |                                                                                   | Joseph Jenkins Roberts (1809-1876)                                                | 3 janvier 1848   | 7 janvier 1856             | Parti Républicain                       | Président de la République                   |      |
| 2   |                                                                                   | Stephen Allen Benson (1816-1865)                                                  | 7 janvier 1856   | 4 janvier 1864             | Parti Républicain                       | Président de la République                   |      |
| 3   |                                                                                   | Daniel Bashiel Warner (1815-1880)                                                 | 4 janvier 1864   | 6 janvier 1868             | Parti Républicain                       | Président de la République                   |      |
| 4   |                                                                                   | James Spriggs Payne (1819-1882)                                                   | 6 janvier 1868   | 3 janvier 1870             | Parti Républicain                       | Président de la République                   |      |
| 5   |                                                                                   | Edward James Roye (1815-1872)                                                     | 3 janvier 1870   | 26 octobre 1871            | True Whig                               | Président de la République                   |      |
| -   | Présidents du Comité exécutif: Charles B. Dunbar Reginald A. Sherman Amos Herring | Présidents du Comité exécutif: Charles B. Dunbar Reginald A. Sherman Amos Herring | 26 octobre 1871  | 4 novembre 1871            |                                         |                                              |      |
| 6   |                                                                                   | James Skivring Smith (1825-1892)                                                  | 4 novembre 1871  | 1 janvier 1872             | True Whig                               | Président de la République                   |      |
| (1) |                                                                                   | Joseph Jenkins Roberts (1809-1876)                                                | 1 janvier 1872   | 3 janvier 1876             | True Whig                               | Président de la République                   |      |
| (4) |                                                                                   | James Spriggs Payne (1819-1882)                                                   | 3 janvier 1876   | 7 janvier 1878             | True Whig                               | Président de la République                   |      |
| 7   |                                                                                   | Anthony W. Gardiner (1820-1885)                                                   | 7 janvier 1878   | 20 janvier 1883            | True Whig                               | Président de la République                   |      |
| 8   |                                                                                   | Alfred Francis Russell (1817-1884)                                                | 20 janvier 1883  | 7 janvier 1884             | True Whig                               | Président de la République                   |      |
| 9   |                                                                                   | Hilary R. W. Johnson (1837-1901)                                                  | 7 janvier 1884   | 4 janvier 1892             | True Whig                               | Président de la République                   |      |
| 10  |                                                                                   | Joseph James Cheeseman (1843-1896)                                                | 4 janvier 1892   | 12 novembre 1896           | True Whig                               | Président de la République                   |      |
| 11  |                                                                                   | William D. Coleman (1842-1908)                                                    | 12 novembre 1896 | 11 décembre 1900           | True Whig                               | Président de la République                   |      |
| 12  |                                                                                   | Garretson W. Gibson (1832-1910)                                                   | 11 décembre 1900 | 4 janvier 1904             | True Whig                               | Président de la République                   |      |
| 13  |                                                                                   | Arthur Barclay (1854-1938)                                                        | 4 janvier 1904   | 1 février 1912             | True Whig                               | Président de la République                   |      |
| 14  |                                                                                   | Daniel Edward Howard (1861-1935)                                                  | 1 février 1912   | 5 janvier 1920             | True Whig                               | Président de la République                   |      |
| 15  |                                                                                   | Charles D. B. King (1875-1961)                                                    | 5 janvier 1920   | 3 décembre 1930            | True Whig                               | Président de la République                   |      |
| 16  |                                                                                   | Edwin Barclay (1882-1955)                                                         | 3 décembre 1930  | 3 janvier 1944             | True Whig                               | Président de la République                   |      |
| 17  |                                                                                   | William Tubman (1895-1971)                                                        | 3 janvier 1944   | 23 juillet 1971            | True Whig                               | Président de la République                   |      |
| 18  |                                                                                   | William Richard Tolbert (1913-1980)                                               | 23 juillet 1971  | 12 avril 1980              | True Whig                               | Président de la République                   |      |
| 19  |                                                                                   | Samuel Doe (1951-1990)                                                            | 12 avril 1980    | 6 janvier 1986             | National Democratic Party of Liberia    | Président du Conseil populaire de rédemption |      |
| 19  | 6 janvier 1986                                                                    | Samuel Doe (1951-1990)                                                            | 9 septembre 1990 | Président de la République | National Democratic Party of Liberia    |                                              |      |
| -   |                                                                                   | Amos Sawyer (1945-2022)                                                           | 9 septembre 1990 | 7 mars 1994                | Parti populaire libérien                | Président du gouvernement d'unité nationale  |      |
| -   |                                                                                   | David D. Kpormakpor (1935-2010)                                                   | 7 mars 1994      | 1 septembre 1995           | Indépendant                             | Président du Conseil d'État                  |      |
| -   |                                                                                   | Wilton G. S. Sankawulo (1937-2009)                                                | 1 septembre 1995 | 3 septembre 1996           | Indépendant                             | Président du Conseil d'État                  |      |
| -   |                                                                                   | Ruth Perry (1939-2017)                                                            | 3 septembre 1996 | 2 août 1997                | Indépendant                             | Présidente du Conseil d'État                 |      |
| 20  |                                                                                   | Charles Taylor (né en 1948)                                                       | 2 août 1997      | 11 août 2003               | Parti national patriotique              | Président de la République                   |      |
| 21  |                                                                                   | Moses Blah (1947-2013)                                                            | 11 août 2003     | 14 octobre 2003            | Parti national patriotique              | Président de la République                   |      |
| -   |                                                                                   | Gyude Bryant (1949-2014)                                                          | 14 octobre 2003  | 16 janvier 2006            | Liberian Action Party                   | Président du gouvernement de transition      |      |
| 22  |                                                                                   | Ellen Johnson Sirleaf (née en 1938)                                               | 16 janvier 2006  | 22 janvier 2018            | Parti de l'unité                        | Président de la République                   |      |
| 23  |                                                                                   | George Weah (né en 1966)                                                          | 22 janvier 2018  | 22 janvier 2024            | Congrès pour le changement démocratique | Président de la République                   |      |
| 24  |                                                                                   | Joseph Boakai (né en 1944)                                                        | 22 janvier 2024  | En cours                   | Parti de l'unité                        | Président de la République                   |      |